# Ataenius speculator
Ataenius speculator är en skalbaggsart som beskrevs av Blackburn 1891. Ataenius speculator ingår i släktet Ataenius och familjen Aphodiidae. Inga underarter finns listade.